# Dekagram (geometrija)
Dekagram je v geometriji desetkraki zvezdni mnogokotnik. Njegov Coxeter-Dinkinov diagram je . 

## Oblike dekagramov
Znanih je več oblik dekagramov. To je pravilni dekagram z oznako {10/3}, ki vsebuje oglišča pravilnega desetkotnika in ima povezano vsako tretje oglišče. Razen tega sta znana še dva pravilna dekagrama z oznakama {10/2} in {10/4}, ki pa imata povezano vsako drugo (prvi) in vsako četrto točko (drugi).
| {10/2} ali 2{5} je sestavljen iz dveh petkotnikov. | {10/4} ali 2{5/2} je sestavljen iz dveh petkotnikov. |

## Ostali dekagrami
Izotaksalni dekagrami imajo dve vrsti oglišč. Ta so lahko na spremeljivih polmerih. Na sliki je trojno zavita oblika. Ta ima samo simetrijo D5.